# ¡Tré!
¡Tré! is het elfde studioalbum van de Amerikaanse punkrockband Green Day. Het is het derde en laatste album in de serie ¡Uno!, ¡Dos! en ¡Tré!, een trilogie van albums die door Green Day wordt uitgebracht tussen september en december 2012. Het album is uitgebracht op 7 december.

## Tracklist
Alle teksten zijn geschreven door Billie Joe Armstrong, alle muziek is geschreven door Green Day.
| 1.                 | Brutal Love            | 4:54 |
| 2.                 | Missing You            | 3:43 |
| 3.                 | 8th Avenue Serenade    | 2:36 |
| 4.                 | Drama Queen            | 3:07 |
| 5.                 | X-Kid                  | 3:41 |
| 6.                 | Sex, Drugs & Violence  | 3:31 |
| 7.                 | Little Boy Named Train | 3:37 |
| 8.                 | Amanda                 | 2:28 |
| 9.                 | Walk Away              | 3:35 |
| 10.                | Dirty Rotten Bastards  | 6:26 |
| 11.                | 99 Revolutions         | 3:49 |
| 12.                | The Forgotten          | 4:58 |
| Totale duur: 46:35 |                        |      |